# 시모가모촌 (교토부)
시모가모촌(일본어: 下鴨村)은 일본 교토부 오타기군에 있던 촌이다. 현재의 교토시 사쿄구 일부에 해당한다.

## 역사
- 1889년 4월 1일 - 정촌제 시행에 의해 오타기군 시모가모촌이 성립하였다.
- 1918년 4월 1일 - 교토시 가미교구에 편입되었다.

## 참고문헌
- 京都府愛宕郡役所「下鴨村志」『愛宕郡志』1911年。
- 旧京都府愛宕郡郡役所 『洛北誌：旧京都府愛宕郡村誌』 大学堂書店、1970年（上記1911年初版の復刻版）
- 『京都市の地名』 平凡社、1979年
- 『角川日本地名大辞典26：京都府』（上）（下） 角川書店、1982年